# Vargens tid (film, 2003)
Vargens tid är en fransk/tysk/österrikisk film från 2003, regisserad av den österrikiske regissören Michael Haneke.

## Handling
Filmen utspelar sig i en postapokalyptisk värld. När Anne och hennes familj kommer till sin sommarstuga har några främlingar flyttat in.

## Om filmen
Filmen hade premiär på filmfestivalen i Cannes den 20 maj 2003 där den visade utanför tävlan och i Sverige den 21 maj 2004.

## Rollista
- Isabelle Huppert - Anne Laurent
- Béatrice Dalle - Lise Brandt
- Patrice Chéreau - Thomas Brandt
- Rona Hartner - Arina
- Maurice Bénichou - M. Azoulay
- Olivier Gourmet - Koslowski
- Brigitte Roüan - Béa
- Lucas Biscombe - Ben
- Hakim Taleb - Ung flykting
- Anaïs Demoustier - Eva
- Serge Riaboukine - Ledaren
- Marilyne Even - Mme Azoulay
- Florence Loiret - Nathalie Azoulay (som Florence Loiret-Caille)
- Branko Samarovski - Polis
- Daniel Duval - Georges Laurent